# Nierybie
Nierybie (niem. Peterswalder Mühle) – osada w Polsce położona w województwie pomorskim, w powiecie człuchowskim, w gminie Debrzno. 
Osada wchodzi w skład sołectwa Cierznie.
W latach 1975–1998 miejscowość administracyjnie należała do województwa słupskiego.